# Triebwagen der Oberweißbacher Bergbahn

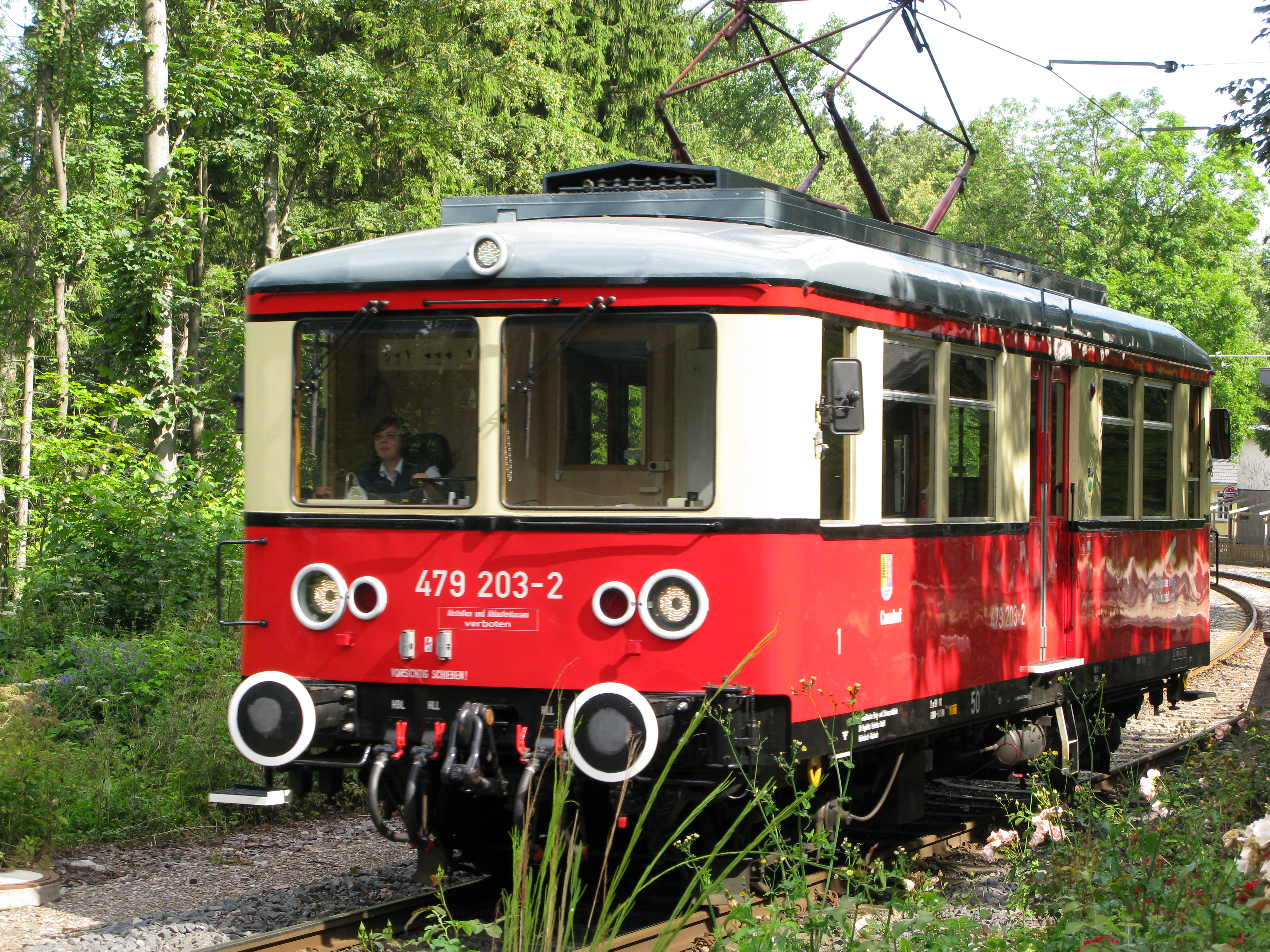
Triebwagen der Baureihe 479 auf der Adhäsionsstrecke

Die Triebwagen der Oberweißbacher Bergbahn wurden seit 1969 von der Deutschen Reichsbahn unter der Baureihenbezeichnung 279.2 geführt. 1992 wurden sie in die Baureihe 479.2 umgezeichnet.
In die Baureihe 279.2 wurden zwei verschiedene Generationen von Elektrotriebwagen der Oberweißbacher Bergbahn, der Original-Triebwagen von 1923 und die Umbauwagen vor 1982, andererseits die als Rekonstruktionen bezeichneten Neubauten von 1982/1984 eingeordnet.

## Erste Generation

### 279 201-8 ex ET 188 531
Der einzige speziell für die Flachstrecke gebaute Triebwagen entstand 1922/23 in der Gothaer Waggonfabrik; die Bergmann Elektrizitätswerke in Berlin lieferten die Elektrik. Er erhielt 1949 die Betriebsnummer ET 188 531. Charakteristisch war der außermittig angeordnete Stromabnehmer, der wegen der aus Kostengründen sehr kurzen Ausleger der Fahrleitungsmasten auf der Flachstrecke erforderlich war.
Mit der Einführung der EDV-Nummerierung 1969 erhielt der Triebwagen die Nummer 279 201-8, die er bis zu seinem Ersatz 1982 behielt. 1970 wurde er im Reichsbahnausbesserungswerk Berlin-Schöneweide umfassend modernisiert, das Aussehen ähnelte nun dem der rekonstruierten Berliner S-Bahn-Triebwagen der Baureihe 276.1.

### 279 202-6 ex VB 140 518
Unter dieser Nummer wurde ab 1974 der im Raw Berlin-Schöneweide aus dem früheren VB 140 518 entstandene Steuerwagen geführt. Dieser war ursprünglich als Beiwagen 1940 für die Niederbarnimer Eisenbahn gebaut worden. Dort trug er die Nummer VB 256. 1984 ging er dann zur Rekonstruktion zum Raw Berlin-Schöneweide. Anschließend wurde er weiter als Triebwagen 279 205-9 geführt.

### 279 203-4 ex ET 188 701
Der spätere Triebwagen 279 203-4 wurde 1909 als Straßenbahntriebwagen 209 der Leipziger Elektrischen Straßenbahn durch die Waggonfabrik P. Herbrand in Köln gebaut, die elektrische Ausstattung lieferte AEG in Berlin. Der Wagen wurde im Lauf seiner Betriebszeit dreimal (mit der Rekonstruktion 1984 viermal) grundlegend umgebaut, so dass es nicht sicher ist, ob zuletzt überhaupt Teile des Ursprungsfahrzeuges vorhanden waren. 1929/30 wurde er wie alle Triebwagen des Typs 16 in den Typ 27 mit geschlossenen Plattformen umgebaut, die erst um 1920 eingebaute direktwirkende Druckluftbremse entfiel dabei wieder.

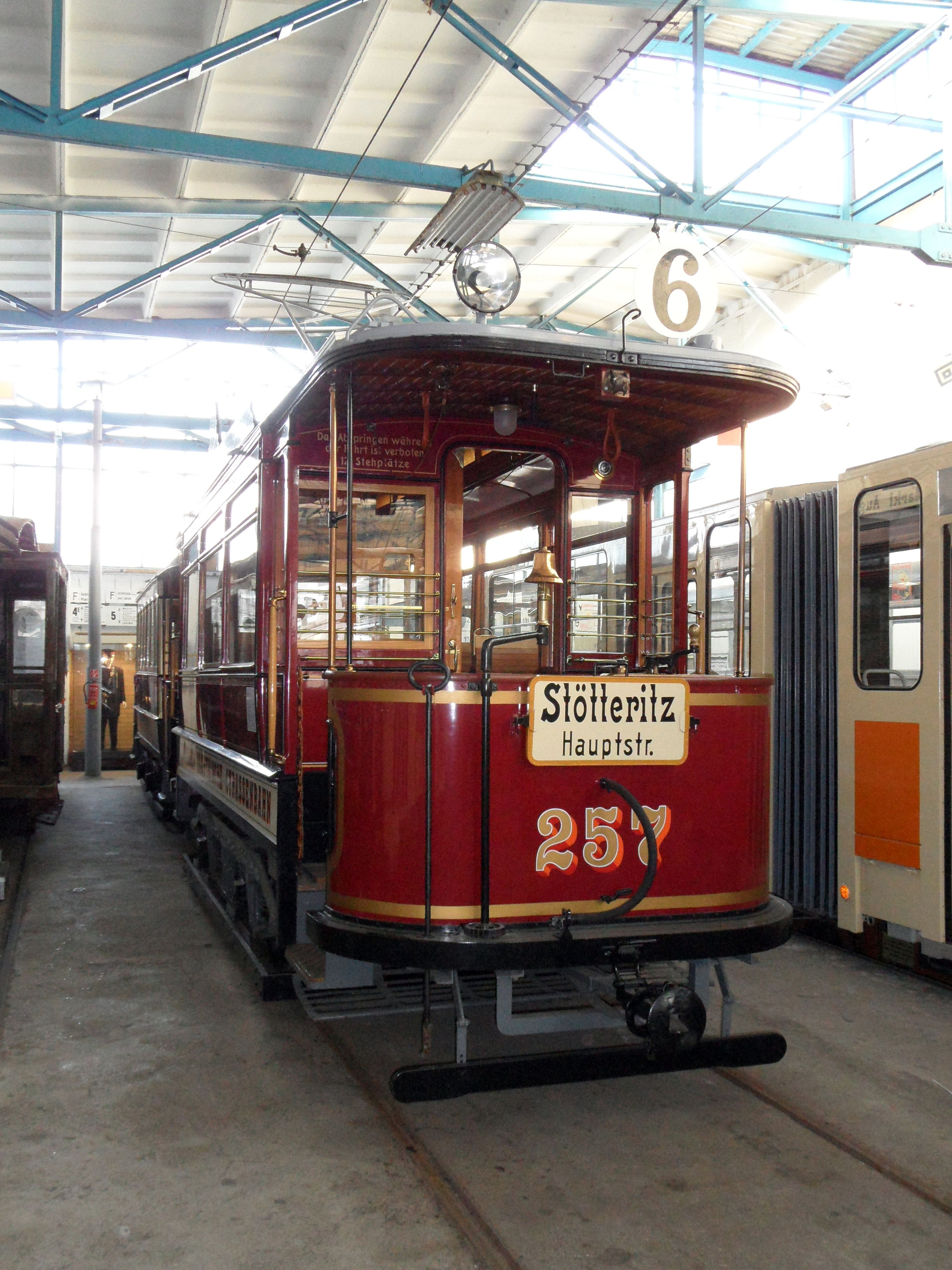
Ursprungszustand des Leipziger Typs 16, also auch des späteren 278 203

1955 wurde er im Raw Gotha dem Einsatz auf der Flachstrecke angepasst und u. a. auf Regelspur mit Fernbahnradreifen umgespurt, mit Pufferbohlen und Puffern sowie einem seitlich versetzten Stromabnehmer versehen. Außerdem erhielt er wieder eine diesmal indirekte Druckluftbremse. Anschließend erhielt er die Betriebsnummer ET 188 701. In dieser Form diente er vorwiegend als Reservefahrzeug. 1963 erfolgte der dritte Umbau, diesmal im Raw Berlin-Schöneweide: Das Fahrzeug erhielt einen neuen, eckigen Wagenkasten mit abgeschrägten Enden in geschweißter Stahlausführung sowie rollengelagerte Radsätze mit 800 mm Laufkreisdurchmesser und einem Achsstand von 5000 Millimetern. Die elektrische Ausrüstung und Steuerung wurde an den ET 188 531 angepasst. Mit der Einführung der EDV-Nummerierung 1969 erhielt er die Nummer 279 203-4, die er bis zu seinem Ersatz 1984 behielt. Nach der Anlieferung des Steuerwagens 278 202 wurde auch der 278 203 für den Wendezugbetrieb hergerichtet. Die Steuerstromsteckdose wurde nur auf der Seite Richtung Cursdorf eingebaut.

## „Rekonstruktionen“ von 1982/84
Als die alten Fahrzeuge den Anforderungen nicht mehr genügten und Probleme bei der Ersatzteilversorgung auftraten, entschloss man sich zu einer Neukonstruktion. Da auch für die Buckower Kleinbahn neue Triebwagen benötigt wurden, wurde im Raw Schöneweide ein neuer Fahrzeugtyp unter der Bezeichnung BR 279.2 konstruiert, deren Aussehen sich an das des bisherigen 279 201 anlehnte. Lediglich die äußeren Abmessungen unterscheiden sich für Buckow und Oberweißbach: Die Oberweißbacher Variante musste auf der Güterbühne nach Lichtenhain auf die Flachstrecke der Oberweißbacher Bergbahn transportiert werden können und erhielt deshalb nur 6,5 m Achsstand. Da im Raw Schöneweide auch die Modernisierung der S-Bahn-Züge der Baureihe 275 (Stadtbahner) zur Baureihe 276.1 erfolgte, konnte auf deren Komponenten bei der Gestaltung des Wagenkastens und der Türen zurückgegriffen werden. Fahrschalter, Motoren, Widerstände und Stromabnehmer jedoch stammen wie auch andere Bauteile von Straßenbahnen der Bauart Gotha, die zu dieser Zeit im Raw Schöneweide Hauptinstandsetzungen erhielten. Deshalb musste 1981 die Fahrdrahtspannung von 500 V auf die übliche Straßenbahnfahrdrahtspannung von 600 V heraufgesetzt werden.
Beim ersten Neubau wurde die Umarbeitung alter Seitenwand-Fallfenster getestet, sie wurden mit Klappe versehen und in den 279 201-8 eingebaut. Da sich der Umbau aber als zu aufwendig erwies, erhielten die S-Bahnzüge der Baureihe 276.1 und die weiteren Oberweißbacher Neubauten neue Fenster.
Da im Aufgabenplan des RGW der Bau neuer Triebwagen durch die DDR nicht vorgesehen war, wurden die Neubauten offiziell als Rekonstruktion bezeichnet, die alten Züge wurden nach Schöneweide überführt und dort verschrottet, nur einige Ausrüstungsbauteile der alten Wagen und die Betriebsnummern wurden weiterverwendet.
2008 wurden die Triebwagen 479 201 und 203 aufwändig modernisiert. Die elektrischen Anlagen wurden erneuert, ebenso Druckluftanlage und Heizung. Ebenfalls erhielten die Türen eine Schließ- und Sicherungseinrichtung. Im Mai 2016 wurde der Triebwagen 479 205-7 als „Olitätenwagen“ mit Glasdach, offenen Seitenfenstern und quer zur Fahrtrichtung angeordneten Sitzbänken wieder in Betrieb genommen und läuft, da er nur noch einen Führerstand auf der Cursdorfer Seite und keinen Stromabnehmer mehr hat, als Triebwagen mit Fremdeinspeisung in Richtung Cursdorf als führendes Fahrzeug.

### Chronologie derRekonstruktion

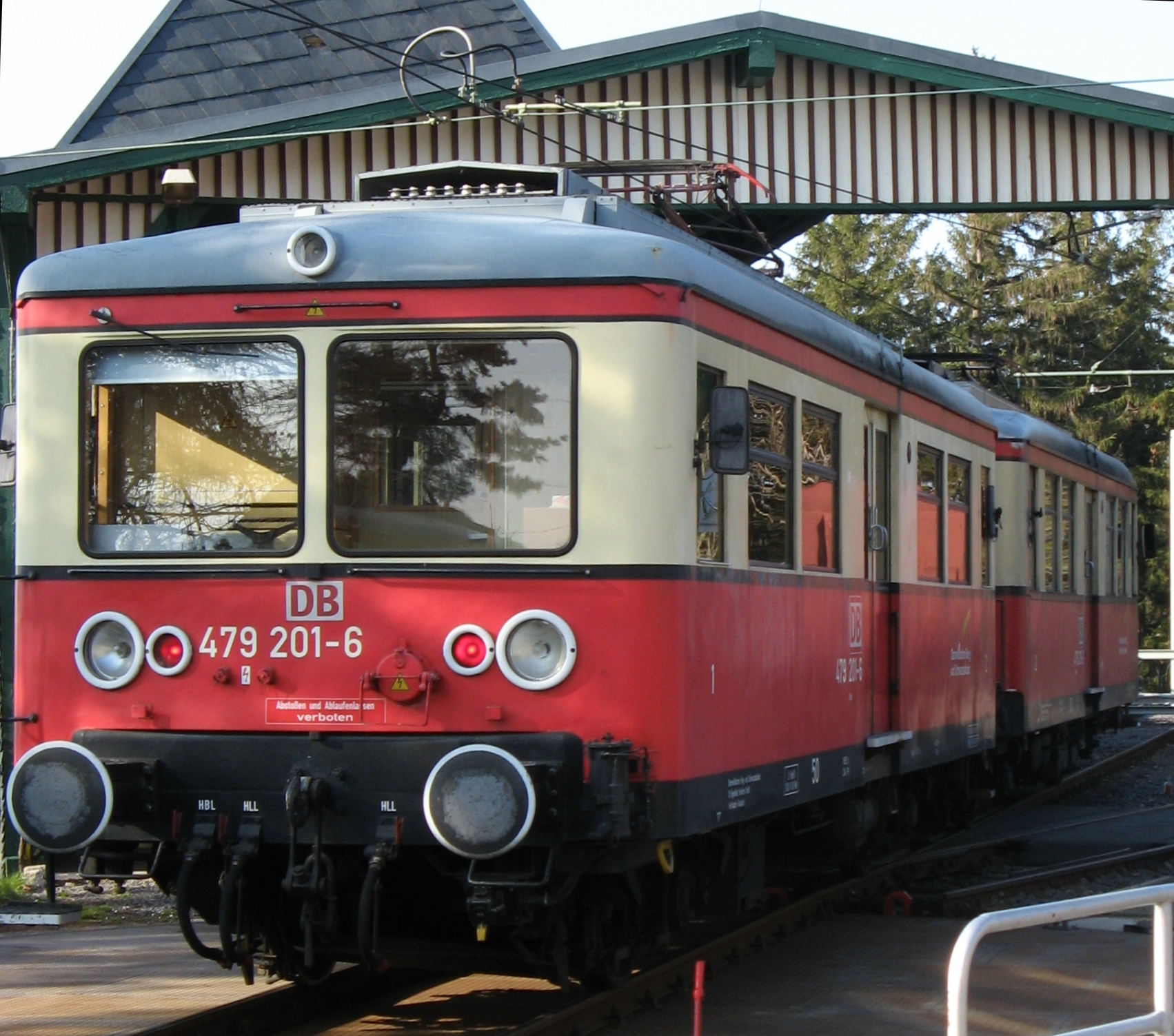
Der Triebwagen 201 und ein weiterer

- 1982 Neubau 279 201-8 (heutiger 479 201-6) Versuchsträger für Seiten-Fenster der S-Bahn Berlin
- 1984 Neubau 279 203-4 (heutiger 479 203-2) Serienbauteile S-Bahn
- 1984 Neubau 279 205-9 (heutiger 479 205-7) baugleich mit 279 203-4, Serienbauteile S-Bahn

### Einsatz
Die Triebwagen werden einzeln oder als Zweierverband eingesetzt, wobei dann nur der vordere angetrieben ist. Die Bahnsteige der Flachstrecke besitzen eine Bahnsteighöhe von 96 Zentimetern, sodass ein stufenloser Einstieg in die Fahrzeuge möglich ist.